# Carnival Fantasy
Le Carnival Fantasy est un bateau de croisière appartenant à la compagnie de croisière Carnival Cruise Lines. Le Carnival Fantasy est le 1er navire de la classe Fantasy appartenant à cette société.
Il a officiellement été mis en service en 1990. Il était initialement basé à Miami en Floride. En raison d'une marée noire sur le fleuve Mississippi survenue le 23 juillet 2008, il a été expatrié à Mobile en Alabama, jusqu'à ce qu'il bénéficie de son « evolution of fun » (programme de restauration des navires de la classe Fantasy). Depuis son séjour en cale sèche le Carnival Fantasy est basé à la Nouvelle-Orléans. Le 18 août 2008, la société Carnival Cruise Lines a annoncé que ce navire rejoindra Mobile, en novembre 2009, en remplacement du navire Holiday.
À la suite de la crise du Covid-19, il est envoyé avec le Carnival Inspiration en Turquie pour y être démantelé.
L'Organisation maritime internationale a enregistré ce navire sous le numéro : 8700773 et son numéro de sécurité MMSI et le : 353486000

## Description
Le Carnival Fantasy est un bateau de 260,8 mètres de long, de 31,5 mètres de large et d'un déplacement de 70 367 tonnes, pour une capacité de 2 052 passagers.
Ce navire peut naviguer à une vitesse de 19,5 nœuds, il est équipé de 6 moteurs dont 2 × Sulzer-Wärtsilä 8ZAV40S diesel et 4 × Sulzer-Wärtsilä 12ZAV40S diesel.
Il dispose de 14 ascenseurs, 12 bars, 3 piscines, 2 restaurants, garde d'enfants, service blanchisserie, location de smokings, internet café, 6 jacuzzis, infirmerie et service postal.
À l'intérieur des suites, différents services sont fournis, tels que : service de chambre, minibar, télévision, réfrigérateur et coffre-fort.
Les activités à bord sont nombreuses : comédie spectacles, casino, discothèque, piano-Bar, salle de jeux, librairie, bibliothèque, sports et conditionnement physique, spa / salon de fitness, ping-pong, jeu de palet, aérobic, jogging, piscine, basket ball, volley ball et golf.

## ProgrammeEvolution of fun
Le programme « Evolution of fun » est un programme de restauration des navires de la classe Fantasy ; ce programme d'un montant de 250 millions de dollars a commencé en 2007 avec la restauration du Carnival Inspiration et du Carnival Imagination.
Le Carnival Fantasy fut le troisième navire à recevoir ce programme, et resta en cale sèche pendant 28 jours à l'automne 2008.
Ce programme a permis au Carnival Fantasy de disposer d'un nouveau parc aquatique, le Carnival WaterWorks, mais aussi d'une zone "Serenity" réservée aux adultes à l'extrémité du navire, sur le pont "Promenade".
Cette restauration a également permis au Carnival Fantasy de disposer de suites rénovées, d'un parcours de mini golf, d'un restaurant Mongol, de nouvelles salles de relaxation, de tout nouveaux équipements pour le club de sport et un accès à internet sans fil dans la totalité du navire.

### Carnival Waterworks
Le Carnival Waterworks est le tout nouveau parc aquatique du Carnival Fantasy, il dispose maintenant d'un toboggan de 4 étages de hauteur, soit plus de 90 mètres. Ce nouveau parc aquatique dispose également d'un toboggan double et de divers jets et pulvérisation d'eau. Le fond de la piscine est notamment en matière souple pour éviter tous les chocs violents.

### Zone "Serenity"
La zone "Serenity" se situe sur le pont "Promenade" vers l'arrière du bateau ; elle est équipée d'un plancher en teck, de dizaines de chaises longues, mais aussi de deux bains à remous et d'un bar.
Cette zone est uniquement accessible aux adultes pour faciliter la tranquillité.

### Mini golf
Ce nouveau parcours de mini golf dispose de 8 trous. Il se situe sur le pont "Sun".

### Piscine
La piscine a bénéficié de nouveaux aménagements, tels que des parasols et des palmiers, afin d'améliorer le confort des passagers.

### Les cabines
Les cabines du Carnival Fantasy ont bénéficié de leurs evolution of fun, avec de nouvelles literies et l'installation de nouveaux écrans plats dans chaque cabine.